# Euamblypygi
Sous-ordre
Les Euamblypygi sont un sous-ordre d'amblypyges. Il regroupe tous les amblypyges actuels sauf Paracharon caecus.

## Liste des familles
Selon The World Spider Catalog (version 18.5, 2018) :

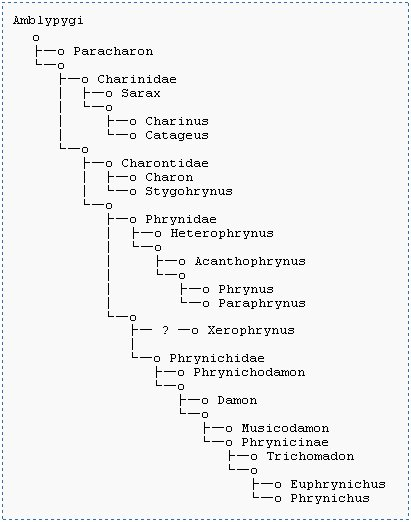
Arbre phylogénétique des Amblypyges

- Charinidae Quintero, 1986
- Neoamblypygi Weygoldt, 1996
  - Charontidae Simon, 1892
  - Unidistitarsata Engel & Grimaldi, 2014
    - †Kronocharon Engel & Grimaldi, 2014
    - Phrynoidea Blanchard, 1852
      - Phrynichidae Simon, 1892
      - Phrynidae Blanchard, 1852

## Publication originale
- Weygoldt, 1996 : Evolutionary morphology of whip spiders: towards a phylogenetic system (Chelicerata: Arachnida: Amblypygi). Journal of Zoological Systematics and Evolution Research, vol. 34, p. 185–202.